# Hambledon (Surrey)
Pour les articles homonymes, voir Hambledon.
Hambledon est une paroisse civile et un village du Surrey, en Angleterre.